# Cladiella papillosa
Cladiella papillosa is een zachte koraalsoort uit de familie Alcyoniidae. De koraalsoort komt uit het geslacht Cladiella. Cladiella papillosa werd in 1942 voor het eerst wetenschappelijk beschreven door Tixier-Durivault. 